# تاريخ الأرثوذكسية المشرقية
الأرثوذكسية المشرقية هي اتحاد الكنائس المسيحية المشرقية التي تعترف بثلاثة مجامع مسكونية فقط: مجمع نيقية الأول أو المجمع المسكوني الأول، ومجمع القسطنطينية الأول أو المجمع المسكوني الثاني، ومجمع أفسس. ترفض الأرثوذكسية المشرقية التعاريف العقائدية لمجمع الخلقيدونية أو المجمع المسكوني الرابع. بناء على ذلك، تُسمى هذه الكنائس أيضًا الكنائس المشرقية القديمة أو الكنائس غير الخلقيدونية.

## التأسيس
يعود تاريخ جميع الكنائس الأرثوذكسية المشرقية إلى بدايات المسيحية، إذ أسس الرسل أو تلاميذهم الأوائل هذه الكنائس دون أن يخضع اللاهوت لأي تغيير مهم في تاريخهم.

## الدور التبشيري
كان للكنائس الأرثوذكسية المشرقية دور تبشيري كبير خلال المراحل الأولى من المسيحية، ولعبت دورًا كبيرًا في تاريخ مصر.

## الانشقاق الخلقيدوني
مُنح الأساقفة الأربعة في روما، والإسكندرية، وأفسس (لاحقًا القسطنطينية)، وأنطاكية، لقب آباء وفقًا لشرائع الكنائس الأرثوذكسية المشرقية. بمعنى آخر، كانت هذه هي المراكز الرسولية القديمة للمسيحية بحسب مجمع نيقية الأول أو المجمع المسكوني الأول (قبل الانشقاق)؛ كان هؤلاء الآباء الأربعة مسؤولين عن الأساقفة والكنائس الموجودة في المنطقة والتابعة للكنيسة العالمية باستثناء بطريرك القدس الذي كان مستقلًا عن البقية. وهكذا، فإن أسقف روما كان دائمًا مرتبطًا بالآخرين ليتمتع بالسيادة الكاملة داخل منطقته، وكان أيضًا «أول النظراء» بسبب الاعتقاد التقليدي بأن القديس بطرس والقديس بولس استشهدا في روما.
حدث الانقسام بين الأرثوذكسية المشرقية وبقية الكنائس في القرن الخامس. نتج هذا الانفصال جزئيًا عن رفض البابا ديوسقورس الأول (بابا الإسكندرية) قبول العقائد الكرستولوجية التي أصدرها مجمع الخلقيدونية، والتي تدّعي امتلاك يسوع طبيعتين إلهية وإنسانية. لم يحدث ذلك بسبب ادعاء الخلقيدونية امتلاك المسيح طبيعتين، بل بسبب عدم اعتراف إعلان المجمع بأن هاتين الطبيعتين موحدتان وغير قابلتين للفصل. قد يقبل البابا ديوسقورس الأول فقط بـ«امتلاك اليسوع طبيعتين» ولكنهما «ليستا منفصلتين». كان هذا بالنسبة إلى التسلسل الهرمي الذي سيقود الأرثوذكسية المشرقية قبولًا للنسطورية التي تعبر عن نفسها في مصطلحات لا تتفق مع فهمهم للكرستولوجيا. تأسس هذا الفهم في كلية اللاهوت بالإسكندرية داعمًا صيغة تشدد على وحدة التجسد فوق جميع الاعتبارات الأخرى.
لذلك سُميت عقائد الكنائس الأرثوذكسية المشرقية في كثير من الأحيان المونوفيزية (العقيدة الدينية الخاصة بطبيعة المسيح لدى الكنائس الأرثوذكسية المشرقية) على الرغم من رفضها هذه التسمية لأنها مرتبطة بالمونوفيزية الأوطاخية. تفضل الكنائس الأرثوذكسية المشرقية وصفها بغير خلقيدونية أو ميافيزية، وترفض ما يعتبرونه التعاليم المونوفيزية الأوطاخية والنسطورية والديوفيزية لمجمع الخلقيدونية. أُقصي الأساقفة غير الخلقيدونيون من قِبل أساقفة روما وقسطنطينية في عام 451 بسبب التعاليم التي تدّعي امتلاك يسوع المسيح طبيعتين (الديوفيزية)، الأمر الذي دعمه المجمع الخلقيدوني باعتباره عقيدةً، وهذا ما أضفى الطبيعة الرسمية على الانشقاق.
لم تكن الكرستولوجيا، رغم أهميتها، السبب الوحيد للرفض القبطي والسرياني للمجمع الخلقيدوني؛ كانت القضايا السياسية والكنسية والملكية موضع نقاش ساخن خلال تلك الفترة.

## محاولات فاشلة نحو المصالحة

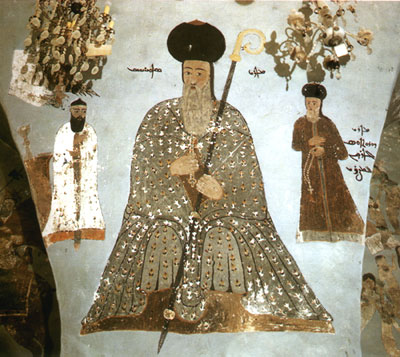
ساويرس الأنطاكي

حاول الإمبراطور البيزنطي زينو في عام 482 توفيق الاختلافات المسيحية بين مؤيدي الخلقيدونية ومعارضيها بإصدار مرسوم إمبراطوري يعرف باسم هينتوكيون، ولكن فشلت تلك الجهود في الوصول إلى مصالحة حقيقية وجوهرية لأنها كانت مدفوعة أساسًا بنوايا سياسية.
ظل باباوات قسطنطينية في السنوات التي تلت الهينتوكيون في شراكة رسمية مع باباوات الإسكندرية وأنطاكية والقدس غير الخلقيدونيين، بينما بقيت روما خارجة عن تلك الشراكة وفي علاقة غير مستقرة مع القسطنطينية. طالب الإمبراطور البيزنطي الجديد جستين الأول (الذي قبل بالخلقيدونية) في عام 518 بأن تقبل كنائس الإمبراطورية الرومانية بأكملها قرارات المجمع، إذ أمر جستين باستبدال جميع الأساقفة غير الخلقيدونيين بمن فيهم باباوات أنطاكية والإسكندرية.
بُذلت محاولات جديدة نحو المصالحة خلال عهد الإمبراطور جستينيان الأول (527-565). كان ساويرس الأنطاكي أحد علماء اللاهوت الأرثوذكس المشرقيين البارزين في تلك الحقبة. على الرغم من العديد من الاجتماعات التي رعتها الإمبراطورية بين رؤساء الأرثوذكسية المشرقية والمجتمعات الشرقية الأرثوذكسية، فلم يتمكنوا من التوصل إلى اتفاق نهائي. أثبت الانشقاق بعد ذلك أنه نهائي، وكانت قد تشكلت بحلول ذلك الوقت هياكل كنسية موازية في جميع أنحاء الشرق الأوسط. كان يعقوب البرادعي أبرز القادة الأرثوذكسيين المشرقيين في منتصف القرن السادس، إذ كان يُنظر إليه بصفته زعيم المجتمع، وهم معروفون منذ ذلك الوقت باسم المسيحيين «اليعقوبيين».

## الفتوحات العربية وآثارها

### تحديات الأسلمة
بدأت عملية الأسلمة التدريجية بعد الفتح الإسلامي للشرق الأوسط في القرن السابع، ما أثر على جميع الكنائس المسيحية في المنطقة بما فيها كنائس الأرثوذكسية المشرقية. تفوقت المجتمعات الإسلامية تدريجيًا على المجتمعات الأصلية الأرثوذكسية المشرقية وخاصةً السريانية والقبطية. على الرغم من ذلك، صمدت المجتمعات الأرثوذكسية المشرقية في الشرق الأوسط وحافظت على إيمانها المسيحي وثقافتها.

### الفتح العثماني ونظام الملة
وقع الشرق الأوسط بأكمله خلال النصف الأول من القرن السادس عشر تحت سيطرة الإمبراطورية العثمانية، إذ غزت الإمبراطورية سوريا ومصر بعد النزاع العثماني المملوكي (1516–1517)، لتواجه المجتمعاتُ الأرثوذكسية المشرقية في المنطقة واقعًا سياسيًا جديدًا سيؤثر على تاريخها حتى بداية القرن العشرين. قدّمت الحكومة العثمانية نظام الملة الذي منح درجة من الحكم الذاتي للمجتمعات الدينية غير الإسلامية بما في ذلك المسيحيون الأرثوذكس المشرقيون.